# Колинсвил (Конектикат)
Колинсвил (енгл. Collinsville) насељено је место без административног статуса у америчкој савезној држави Конектикат.

## Демографија
По попису из 2010. године број становника је 3.746, што је 1.06 (39,5%) становника више него 2000. године.
| Група             | 2000.         | 2010.         |
| Белци             | 2.583 (96,2%) | 3.461 (92,4%) |
| Афроамериканци    | 15 (0,6%)     | 48 (1,3%)     |
| Азијати           | 13 (0,5%)     | 78 (2,1%)     |
| Хиспаноамериканци | 43 (1,6%)     | 111 (3,0%)    |
| Укупно            | 2.686         | 3.746         |